# Familie

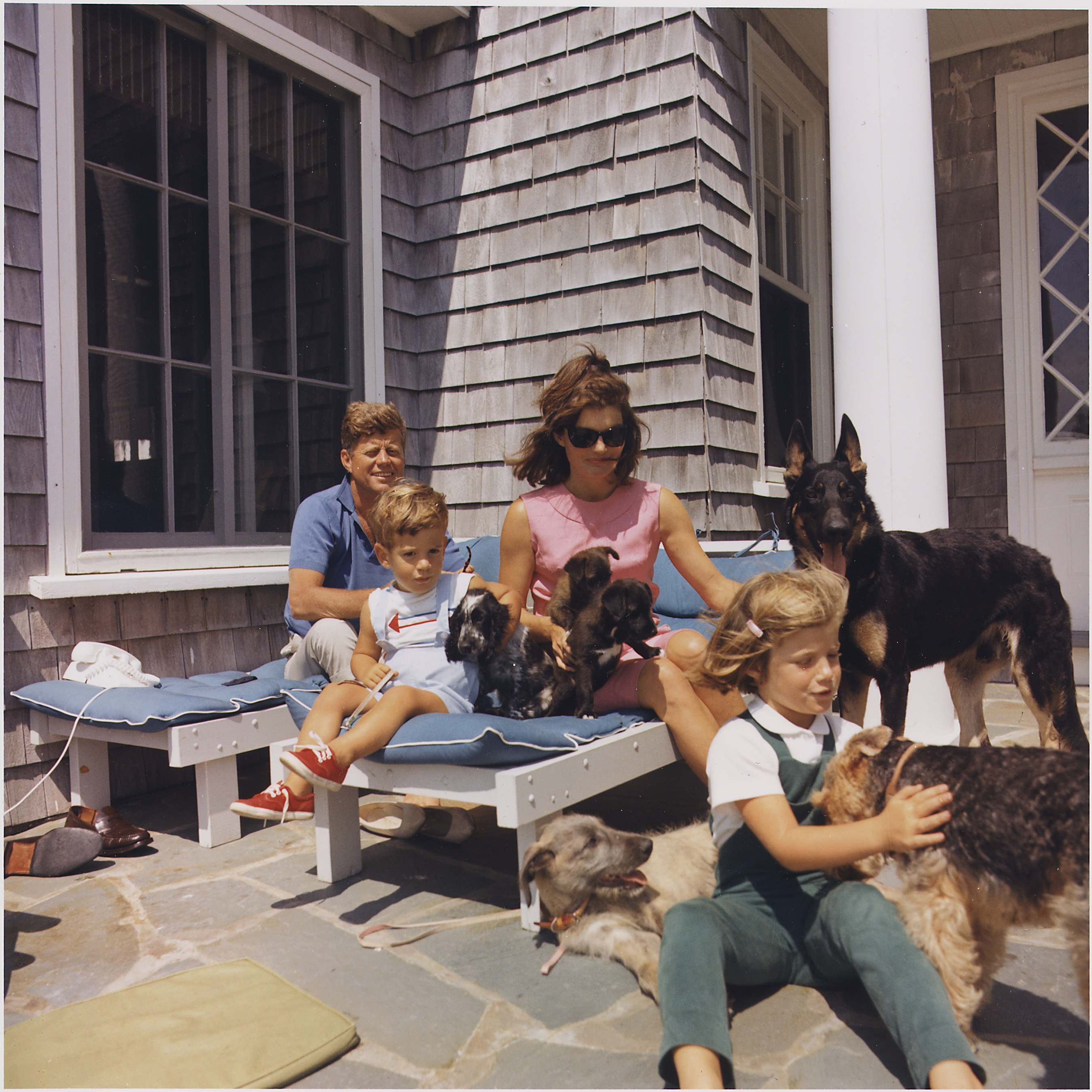
Familia Kennedy, 1963

Familia (din latină: familia) reprezintă un grup de persoane înrudite fie prin consangvinitate (prin naștere recunoscută), fie prin afinitate (prin căsătorie sau alt tip de relație). Scopul familiei este de a menține bunăstarea membrilor săi și a societății. În mod ideal, familiile oferă predictibilitate, structură și siguranță pe măsură ce membrii se maturizează și învață să participe la viața comunității.  Din punct de vedere istoric, majoritatea societăților umane folosesc familia ca lăcașul primordial al atașamentului, hrănirii și socializării.
Antropologii clasifică cele mai multe organizații familiale ca fiind matrifocale (o mamă și copiii ei), patrifocale (un tată și copiii lui), conjugale (o soție, soțul ei și copiii, numită și familia nucleară), avunculare (un bărbat, sora lui și copiii ei) sau extinse (pe lângă părinți și copii, pot include bunici, mătuși, unchi sau verișori).
Domeniul genealogiei are ca scop urmărirea descendenței familiilor de-a lungul istoriei. Familia este, de asemenea, o unitate economică importantă, studiată în cadrul economiei familiei. Cuvântul „familii” poate fi folosit metaforic pentru a crea categorii mai cuprinzătoare, cum ar fi comunitatea, națiunea și satul global.

## Etimologie
Originea latină a termenului este familia care provine de la „famulus” (sclav de casă), înțelesul cuvântului s-a schimbat în decursul timpului. În trecut, familia era proprietatea bărbatului (pater familias), ca soția, copiii, sclavii, sclavii eliberați și tot avutul. Între aceștianu existau, de fapt, relații familiale, ci erau considerați o proprietate subordonată, astfel tatăl nefiind numit pater, ci genitor.

## Funcțiile familiei

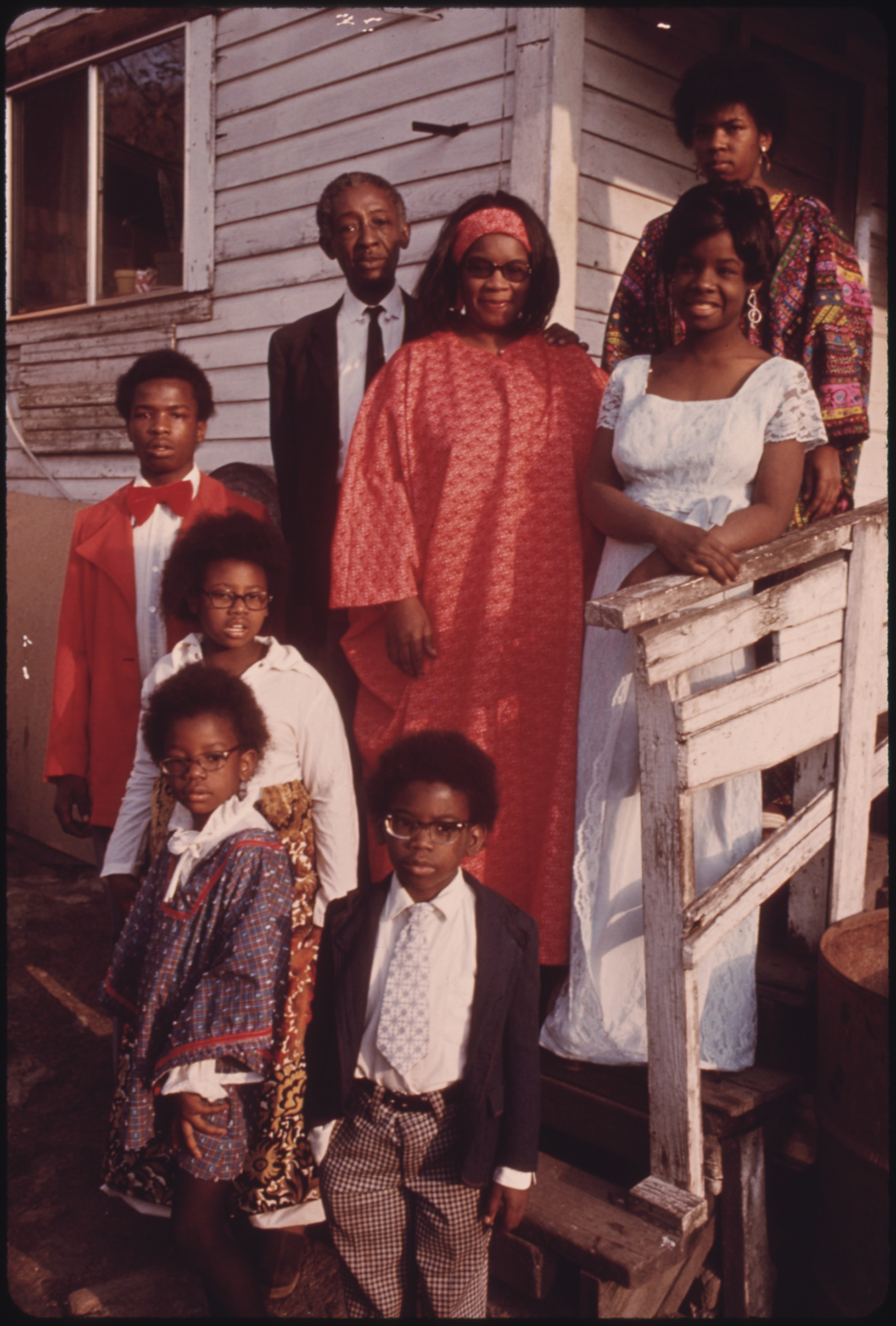
Familie de mineri din Virginia, 1974

Familia are mai multe funcții sociale și biologice. Funcția biologică de reproducție umană a familiei este controversată. În prezent, acest lucru nu mai este concludent deoarece o familie poate adopta copii. Prin „reproducție” se înțelege capacitatea de a produce urmași pentru asigurarea generației următoare. Astfel, familia pregnează calitatea de reproducție a unei societăți.
Cele trei funcții sociale elementare ale familiei sunt:
- Funcția de socializare - formarea capacității de adaptare și motivare în conviețuirea socială.[5][6]
- Funcția economică - asigurarea materială și protejarea copiilor față de lipsuri și boli.
- Funcția politică - asigură copiilor o poziție legitimă în societatea existentă, această funcție a familiei poate duce la nepotism.

Din aceste trei funcții se pot distinge și:
- Funcția religioasă a familiei, care de fapt joacă un rol în funcția de socializare a familiei, prin transmiterea la generația următoare a tradițiilor religioase.
- Funcția juridică a familiei, care este cuprinsă în constituție, și care are scopul protejării familiei în societate (plătirea alocațiilor, întreținerea copiilor, stabilirea legilor de adoptare sau moștenire, etc.).[7][8]
- Funcția economică a familiei este întregită de funcția de timp liber și recreere a familiei.

## Forme de familie
Deși primii antropologi și sociologi occidentali considerau că familia și rudenia sunt asociate în mod universal cu relațiile de „sânge” (pe baza ideilor comune în culturile lor), cercetările ulterioare au arătat că multe societăți înțeleg familia prin ideile de a trăi împreună, de a împărți hrana și de a împărtăși îngrijirea și îngrijirea. Sociologii au un interes deosebit în ceea ce privește funcția și statutul formelor de familie în societățile stratificate (în special în cele capitaliste).
Potrivit lucrărilor cercetătorilor Max Weber, Alan Macfarlane, Steven Ozment, Jack Goody și Peter Laslett, transformarea uriașă care a dus la căsătoria modernă în democrațiile occidentale a fost „alimentată de sistemul de valori religios-culturale furnizat de elemente ale iudaismului, ale creștinismului timpuriu, ale dreptului canonic romano-catolic și ale Reformei protestante”.
Multe cercetări sociologice, istorice și antropologice se dedică înțelegerii acestei variații și a schimbărilor care se formează în familie de-a lungul timpului.
Una din primele forme de familie apărute în istorie a fost familia matriarhală (capul familiei fiind mama) și, mai târziu, patriarhală (capul familiei fiind tatăl).
Există și altă clasificare tipologică a familiei, respectiv familiile monogame (doar două persoane sunt căsătorite), formă larg acceptată în prezent, și familiile poligame (îndeosebi un singur barbat căsătorit cu mai multe femei).

### Familia nucleară
O familie nucleară (numită și familie simplă sau conjugală) este un grup familial format din părinți și copiii lor (unul sau mai mulți), care locuiesc în mod obișnuit într-o singură casă. Ea se află în contrast cu o familie monoparentală, cu o familie extinsă sau cu o familie cu mai mult de doi părinți. Familiile nucleare se centrează, de obicei, pe un cuplu căsătorit heterosexual care poate avea orice număr de copii. Unele definiri ale termenului includ doar copiii biologici, care sunt frați de sânge, și consideră că frații adoptați sau frații vitregi fac parte din familia apropiată. Alte încapsulări permit includerea unui părinte vitreg și orice amestec de copii aflați în întreținere, inclusiv copii vitregi și copii adoptați. Unii sociologi și antropologi consideră familia nucleară ca fiind cea mai de bază formă de organizare socială, în timp ce alții consideră că structura familiei extinse este cea mai comună structură familială în majoritatea culturilor și în majoritatea timpurilor.

### Familia extinsă
O familie extinsă este o familie care se prelungește în afara familiei nucleare formată din părinți și copiii lor, incluzând mătuși, unchi, bunici, verișori sau alte rude, care locuiesc în apropiere sau în aceeași gospodărie. Printre formele particulare se numără familiile stem și familiile mixte.
În unele instanțe, familia extinsă locuiește fie cu sau în locul unui membru al familiei apropiate. Aceste familii includ, într-o gospodărie sau în imediata apropiere, rude din familie imediată. Un exemplu ar fi un părinte în vârstă care se mută cu copiii săi din cauza bătrâneții. În culturile occidentale moderne, dominate de constructe familiale imediate, termenul a ajuns să fie folosit generic pentru a se referi la bunici, unchi, mătuși și veri, indiferent dacă locuiesc împreună în aceeași gospodărie sau nu. Cu toate acestea, se poate referi și la o unitate familială în care mai multe generații trăiesc împreună într-o singură gospodărie. În unele culturi, termenul este folosit ca sinonim cu familia consanguină.
Într-o familie stem, un fel de familie extinsă, discutată pentru prima dată de Frédéric Le Play, părinții vor locui cu un copil și soțul/soția acestuia, precum și cu copiii celor doi, în timp ce ceilalți copii vor părăsi casa sau vor rămâne în ea, necăsătoriți. Familia stem este uneori asociată cu practici inegalitare de moștenire, ca în Japonia și Coreea, dar termenul a fost folosit, de asemenea, în unele contexte pentru a descrie un tip de familie în care părinții locuiesc cu un copil căsătorit, cu soțul și copiii acestuia, dar transferul de terenuri și bunuri mobile este mai mult sau mai puțin egalitar, ca în cazul României tradiționale, al nord-estului Thailandei sau al popoarelor indigene mezoamericane. În aceste cazuri, copilul care are grijă de părinți primește, de obicei, casa pe lângă partea sa de pământ și bunuri mobile.

### Familia monoparentală

Familie monoparentală formată dintr-o mamă și fiica sa

Familia monoparentală constă dintr-un părinte și copiii săi, în cazul în care părintele este fie văduv, divorțat (și nerecăsătorit), fie nu a fost niciodată căsătorit. Părintele poate avea custodia exclusivă a copiilor, sau părinții separați pot avea un aranjament parental în comun, în care copiii își împart timpul (posibil în mod egal) între două familii monoparentale diferite, sau între o familie monoparentală și o familie amestecată. În comparație cu custodia exclusivă, bunăstarea fizică, mentală și socială a copiilor poate fi îmbunătățită prin aranjamentele de colaborare a părinților despărțiți, copiii având astfel acces mai mare la ambii adulți. Majoritatea familiilor monoparentale sunt conduse de o mamă, dar numărul familiilor monoparentale conduse de tați este în creștere.

## Violență domestică
Violența domestică este violența care are loc în cadrul familiei. Înțelegerea juridică și socială a conceptului de violență domestică diferă în funcție de cultură. Definiția termenului variază în funcție de contextul în care este folosit. Acesta poate fi definit diferit în contexte medicale, juridice, politice sau sociale. Definițiile au variat de-a lungul timpului și variază în diferite părți ale lumii.
Violența în familie este o definiție mai largă, adesea folosită pentru a include abuzul asupra copiilor, abuzul asupra bătrânilor și alte acte de violență între membrii familiei.
Există o legislație pentru a preveni și sancționa comiterea acestor infracțiuni. Există legi privind activitatea sexuală familială, care prevede că este o infracțiune penală să ai orice fel de relație sexuală între bunici, părinți, frați, frați, mătuși sau unchi.
Abuzul vârstnicilor este, conform OMS: „un act unic sau repetat, sau o lipsă de acțiune adecvată, care are loc în cadrul oricărei relații în care există o așteptare de încredere și care cauzează prejudicii sau suferință unei persoane în vârstă”.

### Căsătorii forțate și aranjate

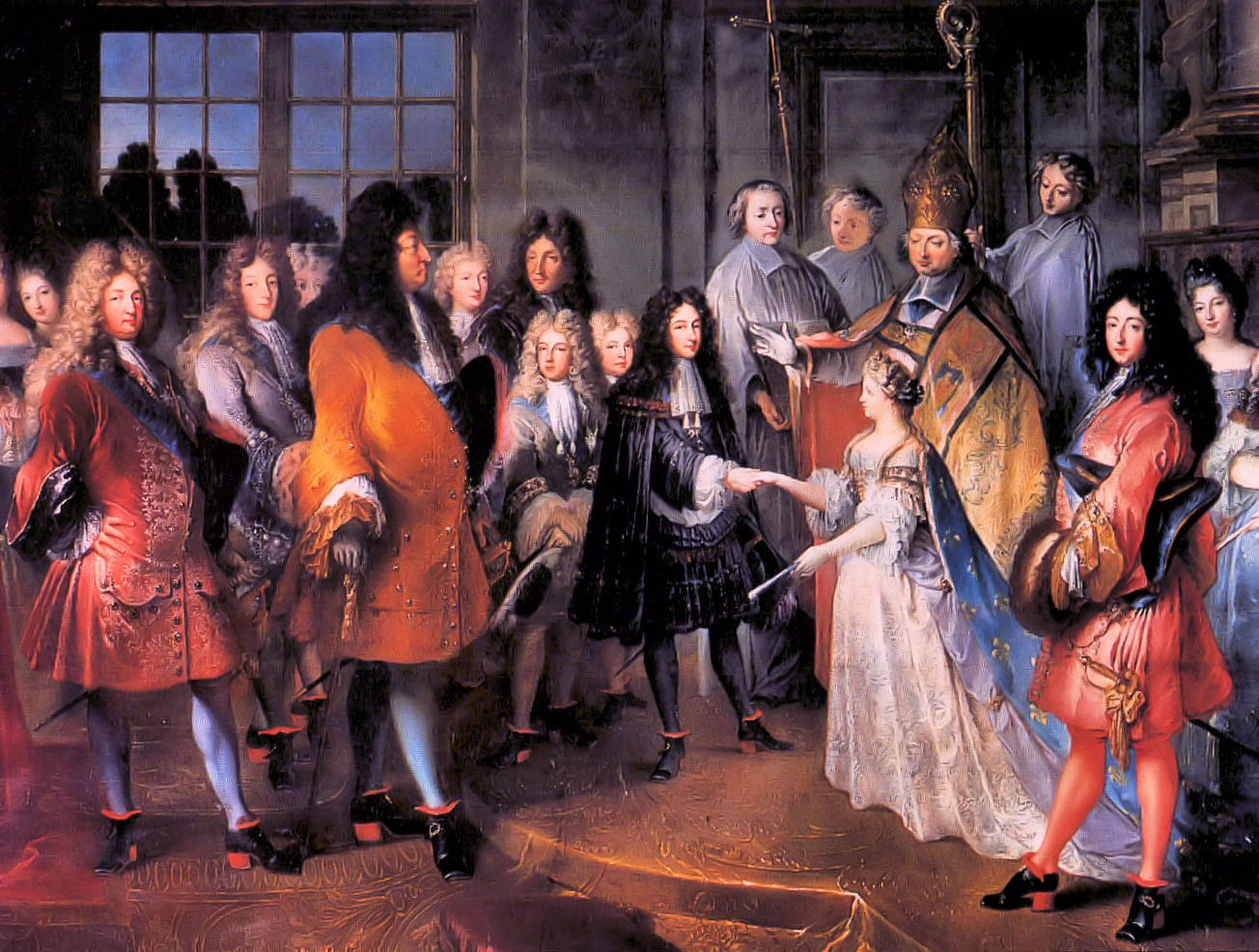
Căsătoria dintre Marie-Adélaïde de Savoia și Ludovic, Delfin al Franței. La momentul mariajului, mireasa avea 12 ani, iar mirele, 15.

Căsătoriile forțate și căsătoriile cu copii sunt practicate în anumite regiuni ale lumii, în special în Asia și Africa, iar aceste tipuri de căsătorii sunt asociate cu o rată ridicată a violenței domestice.
O căsătorie forțată este o căsătorie în care unul sau ambii participanți sunt căsătoriți fără consimțământul lor liber exprimat. Linia dintre căsătoria forțată și căsătoria consensuală poate deveni neclară, deoarece normele sociale ale multor culturi impun ca nimeni să nu se opună niciodată dorinței părinților/rudelor sale în ceea ce privește alegerea soțului/soției; în astfel de culturi nu este necesar să apară violența, amenințările, intimidarea etc., persoana pur și simplu „consimte” la căsătorie chiar dacă nu o dorește, din presiunea și datoria socială implicită.
Căsătoria între copii este o căsătorie în care unul sau ambii soți au sub 18 ani. Căsătoria dintre copii a fost frecventă de-a lungul istoriei, dar astăzi este condamnată de organizațiile internaționale pentru drepturile omului. Căsătoriile dintre copii sunt adesea aranjate între familiile viitorilor miri, uneori chiar de la nașterea fetei. Căsătoriile dintre copii pot apărea și în contextul căsătoriilor prin răpire.

## Onoarea familiei
Onoarea familiei este un concept abstract care implică calitatea percepută de vrednicie și respectabilitate care afectează poziția socială și autoevaluarea unui grup de persoane înrudite, atât la nivel corporativ, cât și individual. Familia este văzută ca principala sursă de onoare, iar comunitatea apreciază foarte mult relația dintre onoare și familie. Comportamentul membrilor familiei se reflectă asupra onoarei familiei și asupra modului în care familia se percepe pe sine și este percepută de ceilalți. În unele culturi, menținerea onoarei familiei este adesea percepută ca fiind mai importantă fie decât libertatea individuală, fie decât realizările individuale. În cazuri extreme, comiterea unor acte considerate a păta onoarea familiei duce la crime de onoare. O crimă de onoare este omorârea unui membru al unei familii sau al unui grup social de către alți membri, din cauza convingerii autorilor că victima a adus rușine sau dezonoare asupra familiei sau comunității, de obicei din motive precum refuzul de a intra într-o căsătorie aranjată, faptul că se află într-o relație dezaprobată de rudele lor, că întreține relații sexuale în afara căsătoriei, că a devenit victima unui viol, că se îmbracă în moduri considerate nepotrivite sau că se angajează în relații homosexuale.

## Aspecte economice
O familie face adesea parte dintr-o economie de partajare, cu proprietăți comune.

### Zestrea

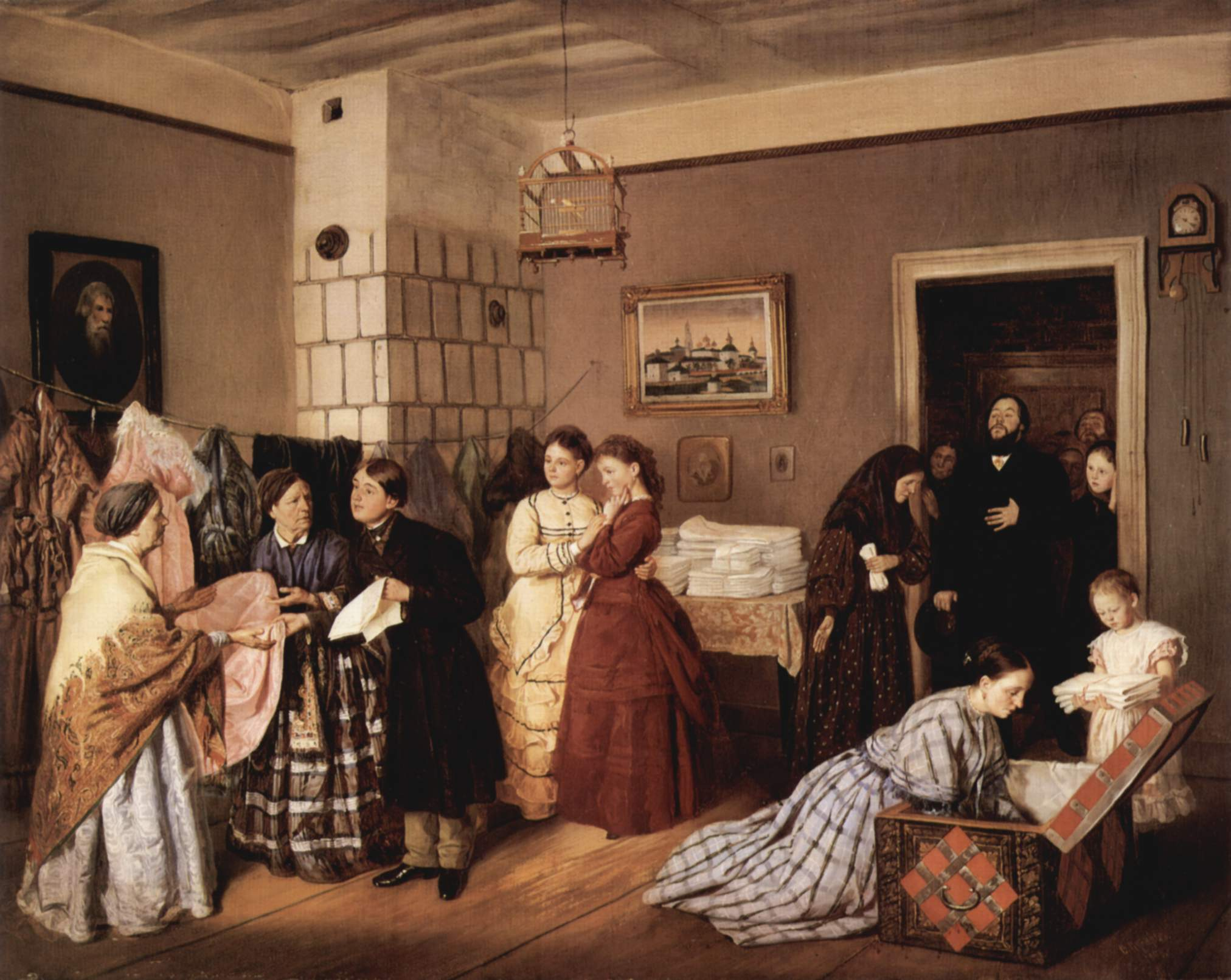
Zestrea (1873) de Vasili Pukirev

Zestrea este o proprietate (bani, bunuri sau proprietăți) pe care o soție sau familia soției o oferă soțului ei atunci când cei doi soți se căsătoresc. Oferirea zestrei a fost comună în multe culturi din punct de vedere istoric (inclusiv în Europa și America de Nord), dar această practică este astăzi limitată mai ales la unele zone, în principal în subcontinentul indian.
Prețul miresei, (de asemenea, averea miresei sau simbolul miresei), este o proprietate plătită de mire sau de familia sa părinților unei femei la căsătoria fiicei lor cu mirele. Este practicat mai ales în Africa Subsahariană, în unele părți din Asia de Sud-Est (Thailanda, Cambodgia) și în unele părți din Asia Centrală.
Zestrea poate fi definită ca o proprietate dată miresei de către mire în momentul căsătoriei, și care rămâne în proprietatea și sub controlul ei.
În România, la sfârșitul secolului al XVIII-lea și începutul secolului al XIX-lea (1750-1830), excluderea fetelor de la moștenirea familială a dus la creșterea coeziunii în cadrul familiei nucleare. Rudele de sex masculin ale soției controlau zestrea, dar ea își păstra proprietatea exclusivă asupra zestrei și a cadourilor de nuntă. Rudele ei puteau să-l blameze pe soț pentru risipirea zestrei; soțiile dobândeau o anumită capacitate de a părăsi o căsătorie abuzivă. Rezultatul pe termen lung a fost o mai mare împuternicire juridică a femeilor, oferind în același timp securitate economică femeilor divorțate, văduvelor și copiilor.

### Regimuri de proprietate și impozitare
În unele țări, cuplurile căsătorite beneficiază de diverse avantaje fiscale care nu sunt disponibile pentru o persoană singură sau pentru cuplurile necăsătorite. De exemplu, soților li se poate permite să medieze veniturile lor combinate. Unele jurisdicții recunosc căsătoria de drept comun sau relațiile de facto în acest scop. În unele jurisdicții există, de asemenea, opțiunea parteneriatului civil sau a parteneriatului domestic.
Există diferite regimuri de proprietate pentru soți. În multe țări, fiecare partener de căsătorie are posibilitatea de a alege între a-și păstra proprietățile separate sau de a combina proprietățile. În acest din urmă caz, numit comunitate de bunuri, atunci când căsătoria se încheie prin divorț, fiecare deține jumătate. În locul unui testament sau al unui trust, bunurile deținute de persoana decedată sunt, în general, moștenite de soțul supraviețuitor.

## Drepturi și legi

### Drepturi reproductive

Hartă prezentând țările după rata de fertilitate (2020), conform PRB

Drepturile reproductive sunt drepturi și libertăți legale legate de reproducere și de sănătatea reproductivă. Acestea includ dreptul de a decide asupra aspectelor privind numărul de copii născuți, planificarea familială, contracepția și viața privată, fără constrângere și discriminare; precum și dreptul de a avea acces la servicii de sănătate și la informații adecvate. Potrivit UNFPA, drepturile reproductive „includ dreptul de a decide numărul, momentul și intervalul dintre copii, dreptul de a se căsători în mod voluntar și de a întemeia o familie și dreptul la cel mai înalt standard de sănătate posibil, printre altele”. Planificarea familială se referă la factorii care pot fi luați în considerare de către indivizi și cupluri pentru ca aceștia să își controleze fertilitatea, să anticipeze și să atingă numărul dorit de copii, precum și spațierea și momentul nașterii acestora.
Statul și biserica au fost, și încă mai sunt în unele țări, implicate în controlul dimensiunii familiilor, folosind adesea metode coercitive, cum ar fi interzicerea contracepției sau a avortului (în cazul în care politica este una natalistă - de exemplu, prin impozitarea lipsei de copii) sau, dimpotrivă, politici discriminatorii împotriva familiilor numeroase sau chiar avorturi forțate (de exemplu, politica copilului unic din China, în vigoare din 1978 până în 2015). Sterilizarea forțată a vizat adesea grupurile etnice minoritare, cum ar fi femeile rome din Europa de Est sau femeile indigene din Peru (în anii 1990).

### Drepturi de căsătorie
Fiecare jurisdicție are propriile legi privind căsătoria. Aceste legi diferă semnificativ de la o țară la alta; iar aceste legi sunt adesea controversate. Domeniile controversate includ drepturile femeilor, precum și căsătoria între persoane de același sex.

## Politici familiale
În timp ce în multe părți ale lumii politicile familiale încearcă să promoveze o organizare a vieții de familie în condiții de egalitate de gen, în altele, familia dominată de bărbați continuă să fie politica oficială a autorităților, care este susținută și de lege. De exemplu, Codul civil al Iranului prevede la articolul 1105: „În relațiile dintre soț și soție; poziția de cap de familie este dreptul exclusiv al soțului”.
În unele părți ale lumii, unele guverne promovează o anumită formă de familie, cum ar fi cea bazată pe valorile familiei tradiționale. Termenul „valorile familiei” este adesea folosit în discursul politic din unele țări, sensul său general fiind acela de valori tradiționale sau culturale care țin de structura, funcția, rolurile, credințele, atitudinile și idealurile familiei, implicând de obicei „familia tradițională” - o familie din clasa de mijloc cu un tată susținător al familiei și o mamă casnică, care își cresc copiii biologici. Orice abatere de la acest model de familie este considerată o „familie netradițională”. Aceste idealuri familiale sunt adesea promovate prin politici precum promovarea căsătoriei. Unele jurisdicții interzic practicile pe care le consideră inacceptabile din punct de vedere social sau religios, cum ar fi relațiile sexuale înaintea căsătoriei, coabitarea sau adulterul.

## Critici

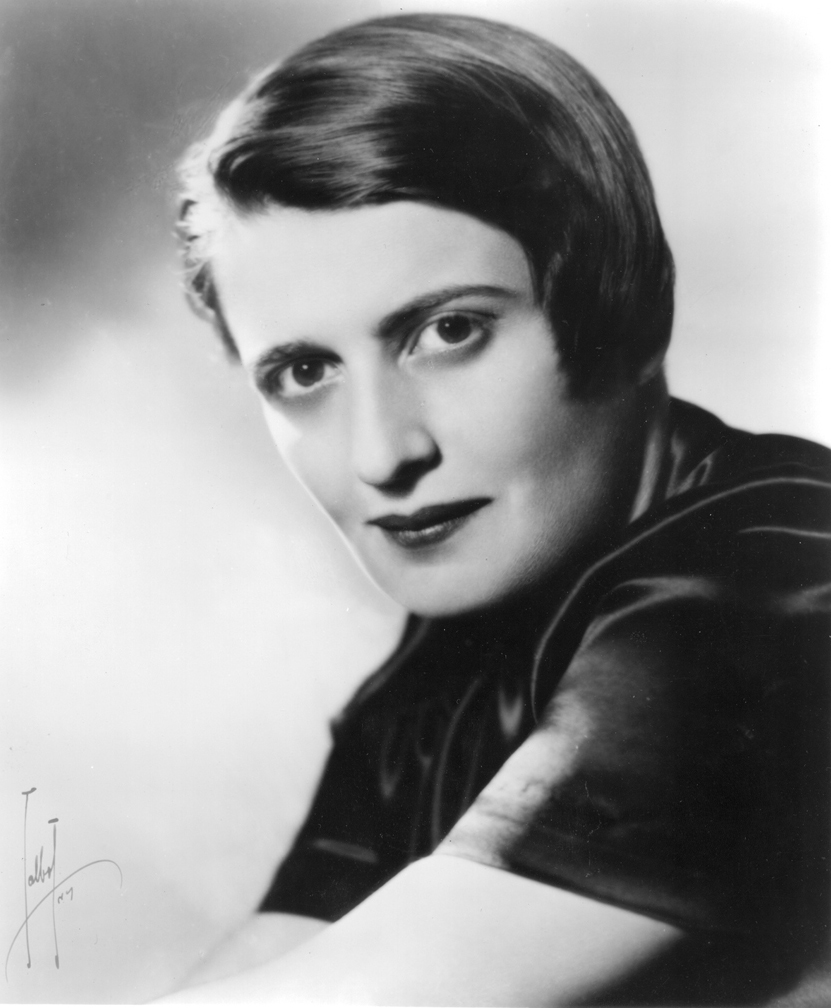
Ayn Rand

Un adversar timpuriu al familiei a fost Socrate, a cărui poziție a fost expusă de Platon în Republica. În cartea a V-a din Republica, Socrate le spune interlocutorilor săi că un oraș drept este acela în care cetățenii nu au legături de familie.
Familia fiind o instituție atât de înrădăcinată și atât de venerată, puțini intelectuali s-au aventurat să se pronunțe împotriva ei. Familialismul a fost definit atipic ca fiind o „structură socială în care ... valorile unei familii sunt ținute într-o mai mare stimă decât valorile membrilor individuali ai familiei”. Favoritismul acordat rudelor, indiferent de merit, se numește nepotism.
Filosoafa raționalistă și individualistă ruso-americană, romanciera Ayn Rand a comparat părtinirea față de consangvinitate cu rasismul, ca o manifestare la scară mică a acestuia din urmă: „Adorarea familiei este pur și simplu rasism, ca o primă tranșă primitivă grosolană a adorării tribului. Acesta pune accidentul nașterii mai presus de valorile unui om și datoria față de trib mai presus de dreptul unui om la propria viață.” În plus, ea s-a pronunțat în favoarea stilului de viață fără copii, pe care ce îl și urma.

## Familia în artă

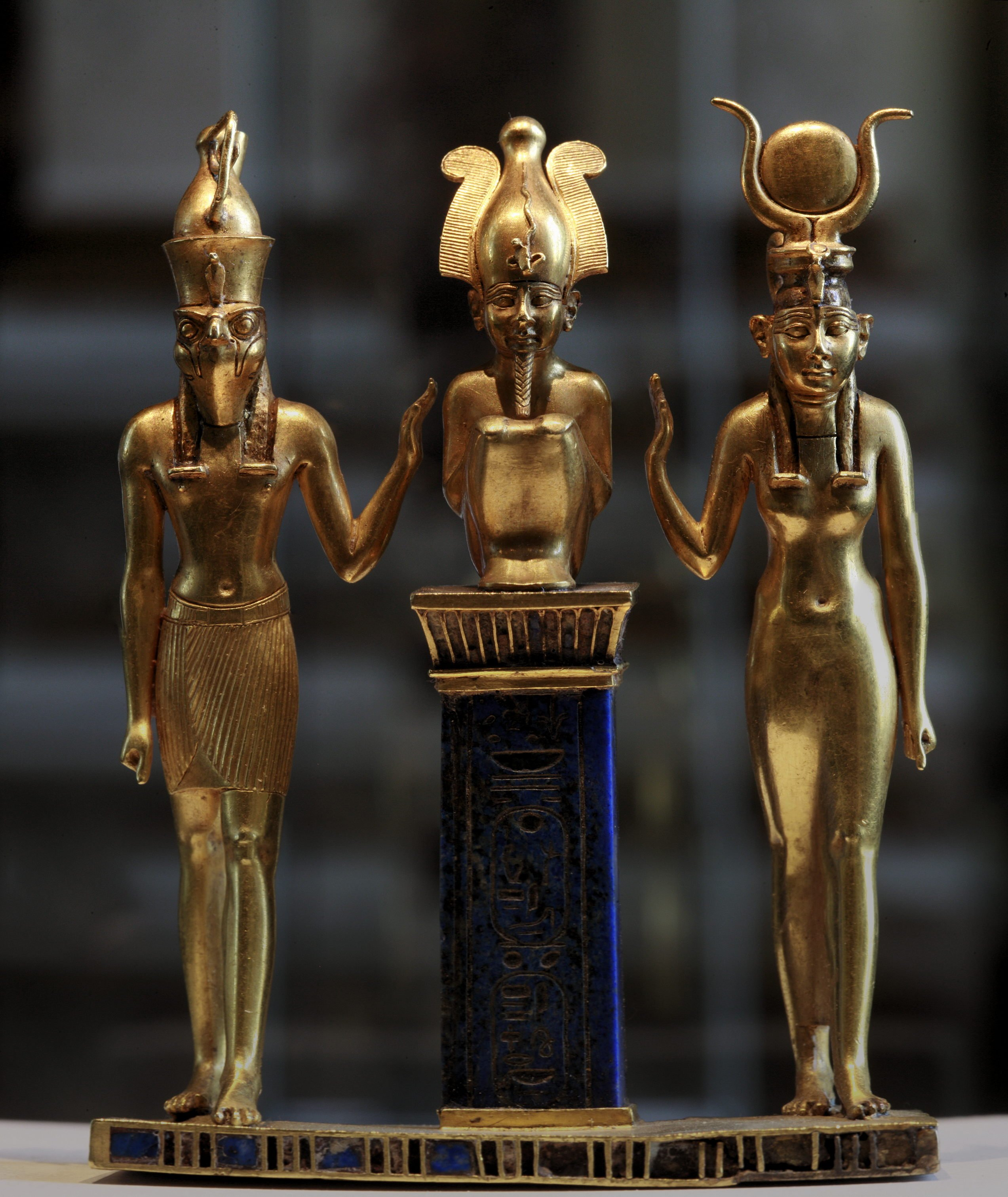
Familia lui Osiris Statuetă din aur, sticlă și lapis lazuli
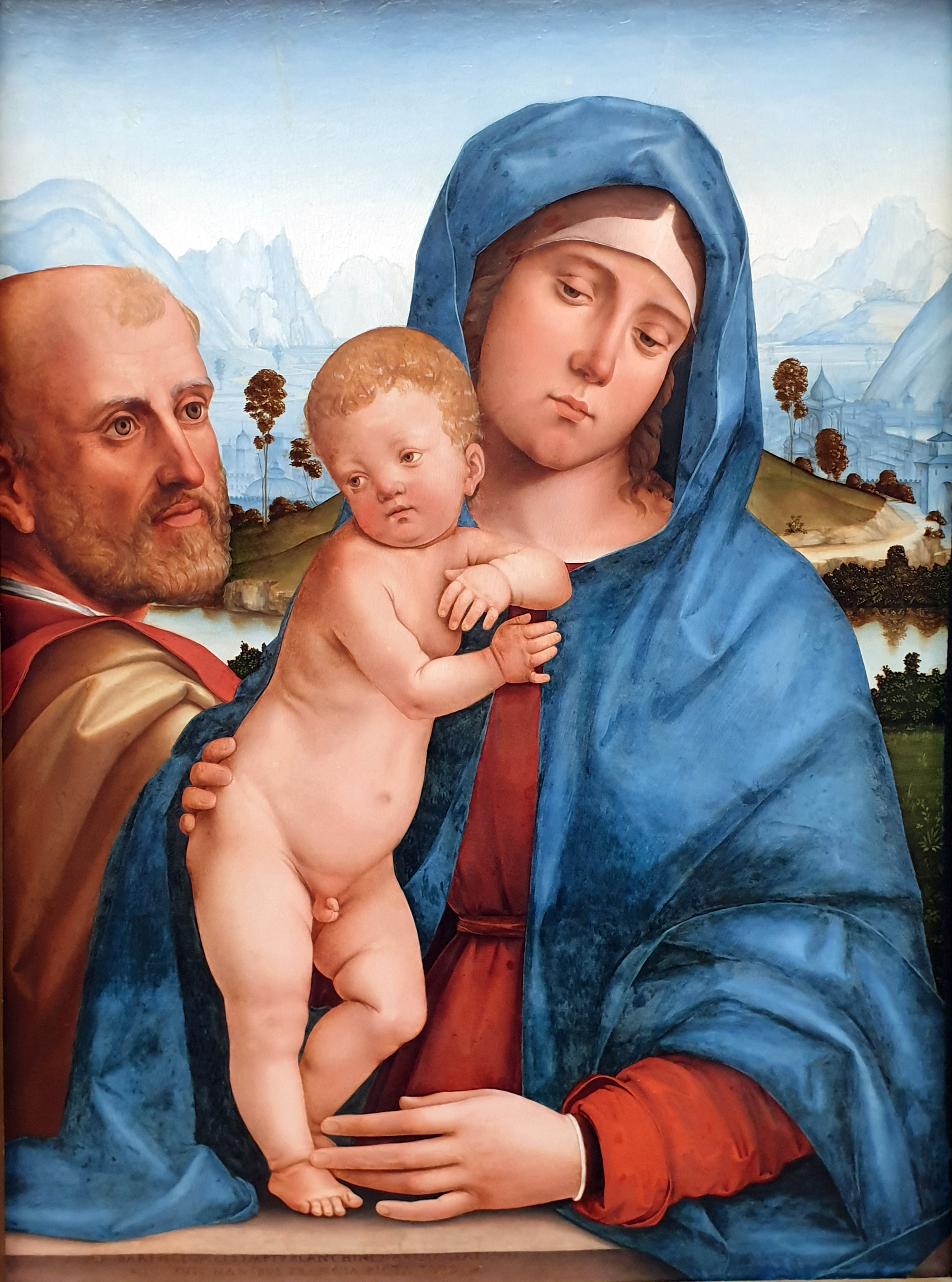
Sfânta familie de Francesco Francia
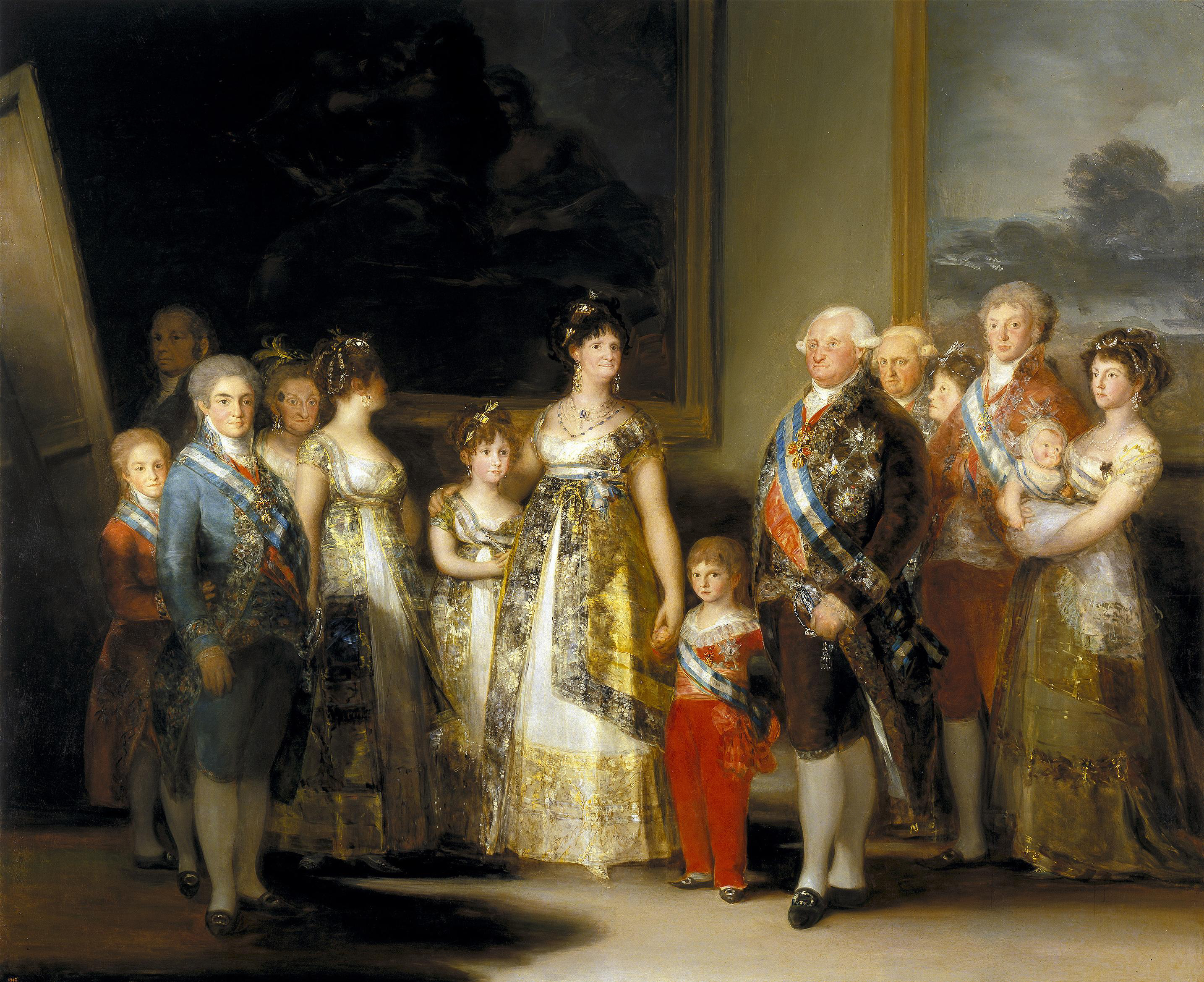
Familia lui Carol al IV-lea de Goya
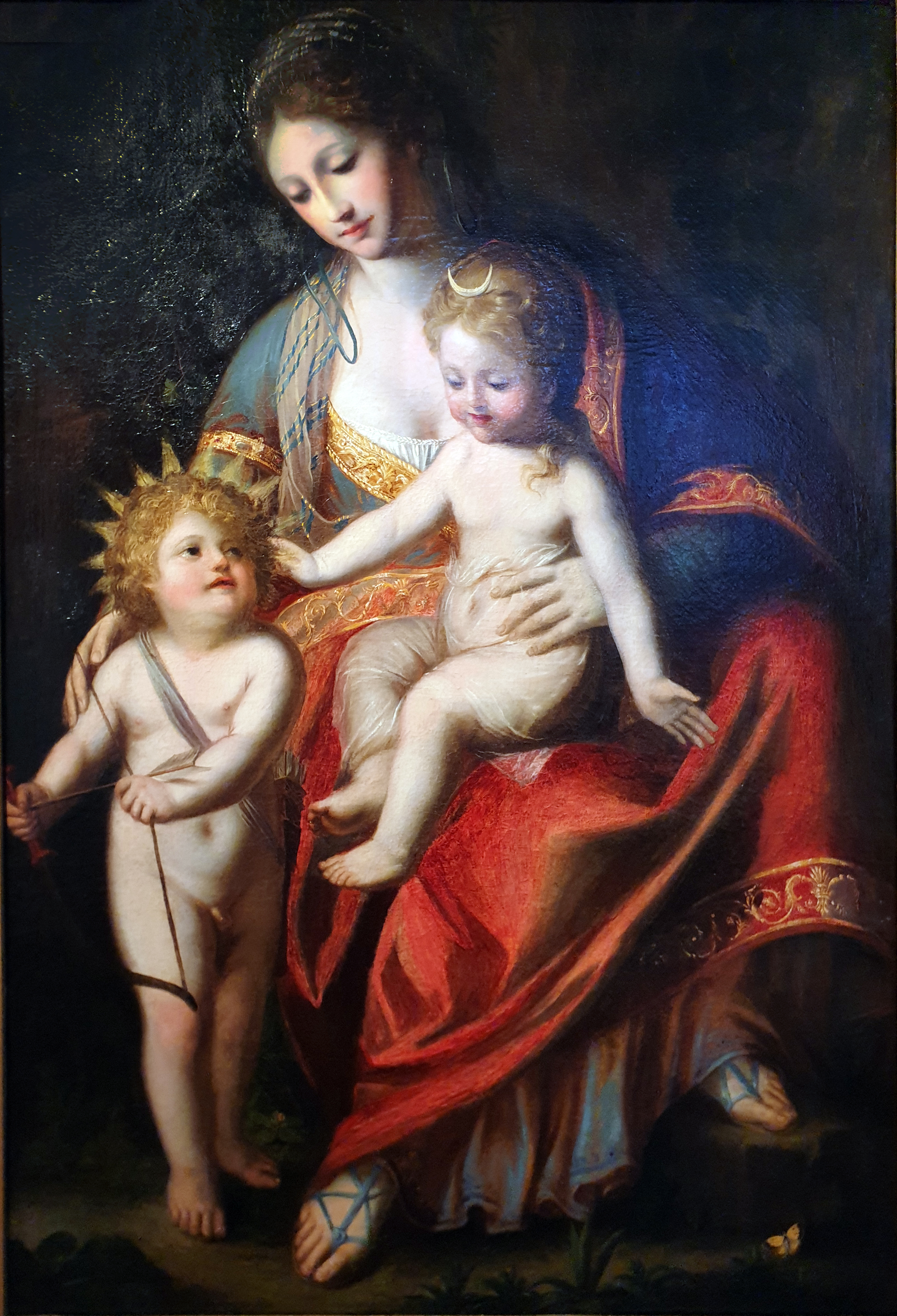
Latona cu copiii săi Apollo și Diana de Anton Raphael Mengs
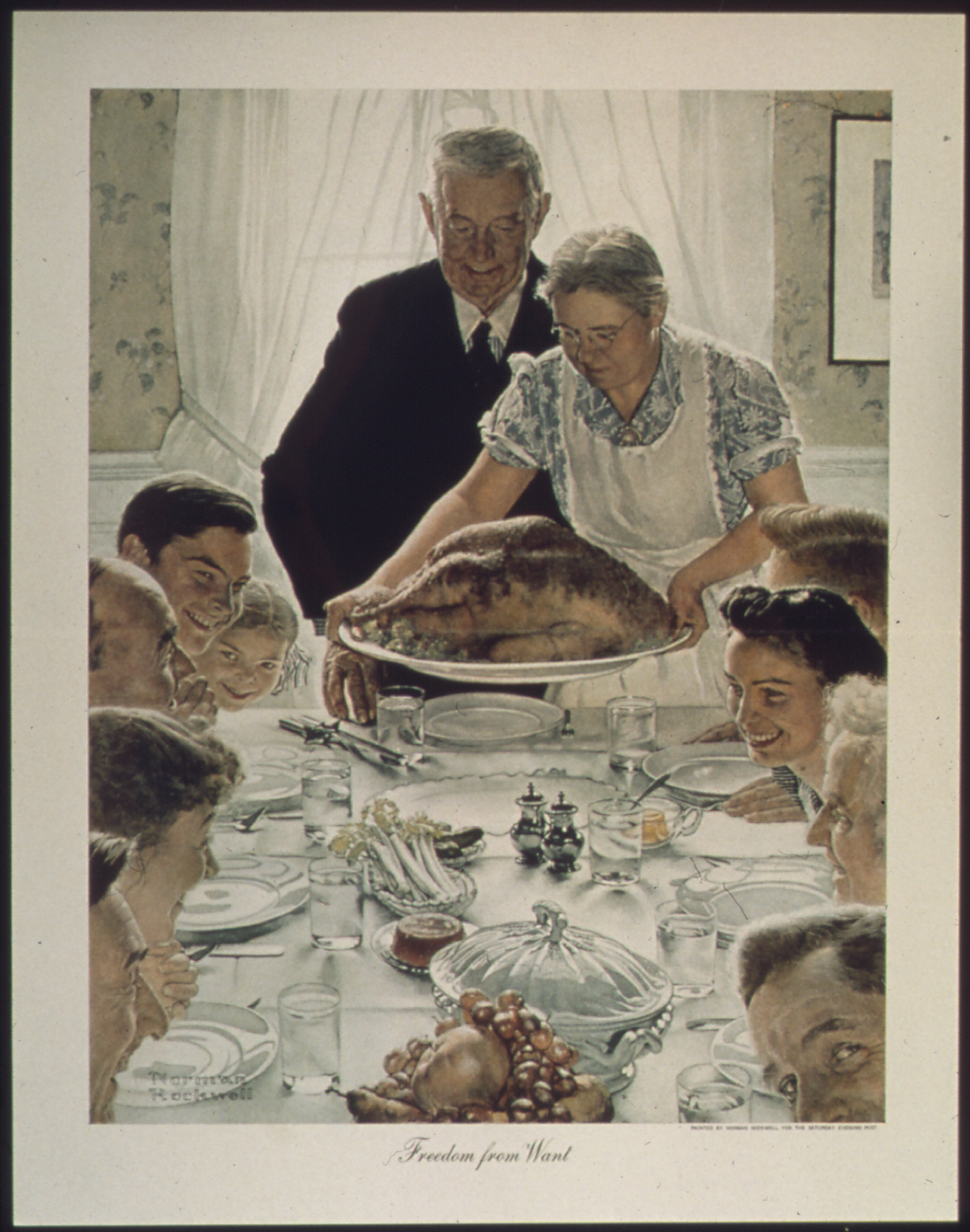
Freedom From Want sau Tablou de Ziua Recunoștinței de Norman Rockwell
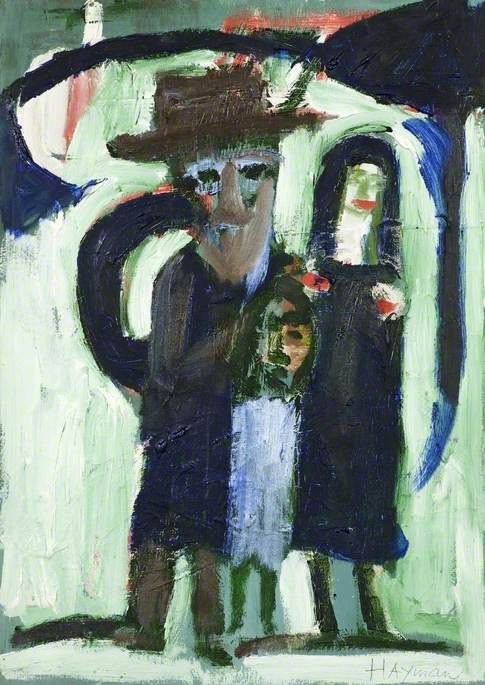
O familie în haine închise de Patrick Hayman
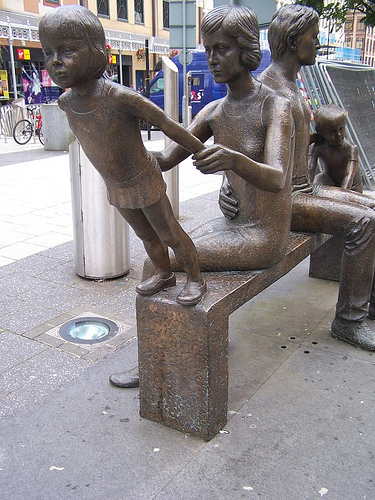
Familia de Robert Thomas